# Antonio Alvarado
Antonio Alvarado (Pinoso, Alicante; 1954) es un diseñador de moda español. Pertenece a la generación que cambió la imagen internacional de la moda española en los año 80 con iniciativas como la Pasarela Cibeles, en la que viene participando desde la primera edición. Junto a Jesús del Pozo, Sybilla, Manuel Piña y Francis Montesinos, entre otros, representa la renovación de la moda española tras la transición.

## La Movida Madrileña
Sus desfiles comenzaron con gran éxito en los años 80 en las míticas discotecas de la noche madrileña, como Joy Eslava y Rock-Ola. Es precisamente en esta última donde Alvarado presentó su colección más reconocida y laureada llamada Tacón Amargo. Sus propuestas fueron aclamadas por la prensa internacional, y fruto de su éxito han sido sus participaciones en desfiles de importantes ciudades de la moda como Milán, Berlín y Múnich.
En esta etapa comienza también su trabajo para el mundo de la música siendo el diseñador de cabecera de muchos artistas del momento como Alaska, Mecano, Luz Casal, Bernardo Bonezzi, Carlos Berlanga, Olé Olé, Tino Casal, Europe, Fabio McNamara, Jaime Urrutia, Rubí, Víctor Coyote, Rocío Dúrcal, Ángela Carrasco, Cristina La Veneno... Será responsable del vestuario de los espectáculos de danza de la bailarina y coreógrafa Antonia Andreu. También vestirá a otros personajes del mundo de la cultura tales como Julio Juste, Ceesepe, Carmen Maura, Marisa Paredes, Bibiana Fernández, Antonio Banderas, Paloma Chamorro, Miquel Barceló o Demi Moore. Además sus diseños aparecieron en diferentes producciones de cine. Diseñó el vestuario Las Edades de Lulú de Bigas Luna y trabajó con Fernando Colomo, Enrique Urbizu y Fernando Trueba. Pedro Almodóvar contó con él para el vestuario de Trailer para amantes de lo prohibido (una producción de RTVE para la edad de oro) Matador, La Ley del Deseo, Mujeres al borde de un ataque de nervios, Tacones Lejanos, Kika, La Flor de mi Secreto... También fue el responsable de estilismos para producciones televisivas como La bola de cristal.

## Barcelona
En 1997 se traslada a Barcelona. Dentro de la Primavera del diseño realizará una exposición para la galería H20 llamada Patrón Perdido basada en mobiliario, cuadros, escultura, joyería, sombreros y moqueta. Desde 1999 y hasta 2002 colabora con Antonio Miró. Entre 1999 y 2003 fue presidente de ModaFad, destinada a impulsar la carrera profesional de jóvenes emergentes.  Colaborará además de nuevo con Pedro Almodóvar en la película La mala educación.

## Regreso a Madrid
A partir de su retorno a la capital Antonio Alvarado retoma su participación en la pasarela Cibeles cosechando grandes éxitos de crítica con las colecciones Excuse me, SOS, Motel,  Speed Comfort y Cul de sac. En el mundo del espectáculo trabajará como diseñador de vestuario para el espectáculo de Carlos Saura Flamenco hoy.
Además de diseñar será presentador del espacio Según Alvarado del canal Casa y colaborará con distintas publicaciones como articulista. Será comisario de varias exposiciones como Paper Chic, ilustradores de Moda que tuvo como escenario el Círculo de Bellas Artes, 100% Diseño Catalán y Balear, expuesto en Sttutgart, 20 años es... nada Sybilla una retrospectiva sobre la carrera de la diseñadora y TotalChic ¿Joyas o Fantasía?. Es comisario del Concurso Nacional y Anual para Jóvenes Diseñadores de General Óptica y de los Premios Brugal para Diseñadores Noveles. También será diseñador suelos hidráulicos dentro del proyecto Diseñadores por los suelos. Comenzará su relación con el mundo de la formación en el Instituto Europeo del Diseño e impartirá conferencias y clases magistrales en diversas entidades como: Universidad Carlos III, Universidad Internacional Menéndez Pelayo, o la Universidad de Vigo.

## Granada
Entre 2011 y 2015 trabajó como coordinador del área de moda de la escuela de diseño Estación Diseño.

## Premios y reconocimientos
- Premio al mejor diseñador del Avantgarde (Múnich, 1987) por su colección de "Tacón amargo".[2]
- Premio Nacional de Diseño de Moda (Madrid, 2021) por "abrir el camino a generaciones de diseñadores".[3]